# Rachel Zegler
Rachel Anne Zegler (/ˈzɛɡlər/, sinh ngày 3 tháng 5 năm 2001) là nữ diễn viên, ca sĩ người Mỹ. Cô bắt đầu nổi tiếng với vai diễn đầu tay María trong phim nhạc kịch West Side Story (2021) của đạo diễn Steven Spielberg, qua đó giành được một giải Quả cầu vàng cho nữ diễn viên phim ca nhạc hoặc phim hài xuất sắc nhất. Năm 2023, cô thủ vai Anthea trong Shazam! Fury of the Gods, Lucy Gray Baird trong The Hunger Games: The Ballad of Songbirds & Snakes. Năm 2024, cô ra mắt sân khấu Broadway với vai Juliet trong vở Romeo + Juliet bản làm lại.

## Tiểu sử
Rachel Anne Zegler sinh ngày 3 tháng 5 năm 2001 tại Hackensack, New Jersey, cha mẹ là Craig và Gina Zegler, cùng một chị gái tên Jacklyn.  Bà ngoại cô là người Colombia, di cư từ Barranquilla đến Mỹ vào khoảng những năm 1960, trong khi nhà nội là người gốc Ba Lan. Tên của nữ diễn viên được đặt theo nhân vật Rachel Green trong phim truyền hình Friends.

## Đời tư
Tháng 2 năm 2021, Zegler và nam diễn viên Josh Andrés Rivera tiết lộ đang hẹn hò. Cả hai quen nhau từ phim West Side Story, sau đó tiếp tục đóng chung The Hunger Games: The Ballad of Songbirds and Snakes.

## Danh sách phim

### Điện ảnh
| Năm  | Tên                                                | Vai              | Ct         |
| ---- | -------------------------------------------------- | ---------------- | ---------- |
| 2021 | West Side Story                                    | María            |            |
| 2023 | Shazam! Fury of the Gods                           | Anthea           |            |
| 2023 | The Hunger Games: The Ballad of Songbirds & Snakes | Lucy Gray Baird  |            |
| 2024 | Y2K                                                | Laura            |            |
| 2024 | Spellbound                                         | Công chúa Ellian | Lồng tiếng |
| 2025 | Snow White                                         | Bạch Tuyết       |            |

### Kịch
| Năm       | Tên            | Vai    | Sân khấu                     | Ct       |
| --------- | -------------- | ------ | ---------------------------- | -------- |
| 2024–2025 | Romeo + Juliet | Juliet | Circle in the Square Theatre | Broadway |